# Lissochlora rufipicta
Lissochlora rufipicta là một loài bướm đêm trong họ Geometridae.